# Eublemma blandula
Eublemma blandula är en fjärilsart som beskrevs av Jules Pièrre Rambur 1858. Eublemma blandula ingår i släktet Eublemma och familjen nattflyn. Inga underarter finns listade i Catalogue of Life.